# Iglesia de Santa María (Warwick)
La Iglesia de Santa María (en inglés: St Mary's Church) es una iglesia católica realizada en arenisca y catalogada como patrimonio en el 163 de la calle Palmerín en Warwick en la región de Southern Downs, estado de Queensland, al este de Australia. Fue diseñada por Dornbusch y Connolly y construida entre 1920 y 1926. También se le conoce como Santa María de la Asunción o la Segunda Iglesia de Santa María. Fue introducida en el Registro de Patrimonio de Queensland el 21 de octubre de 1992.
La Iglesia de Santa María de Warwick fue construida entre 1920 y 1926, como la segunda iglesia católica de ese nombre en Warwick, bajo el diseño de los arquitectos locales Dornbusch y Connolly.